# 서울 드라마 어워즈
서울 드라마 어워즈(영어: Seoul International Drama Awards)는 방송 4사가 합심하여 세계 각국의 드라마를 한국에 알리고, 한국의 드라마도 세계에 알리자는 취지에서 2006년에 시작되어 현재까지 개최되고 있다. 

## 개요
TV 드라마 시상식은 지상파 방송 3사의 연말 시상식과 백상예술대상을 제외하면 없는 현실에서, 한국방송협회가 주최하고 KBS, MBC, SBS, EBS 등 방송 4사와 문화체육관광부, 서울특별시가 후원하여 개최하는 이 행사는 전 세계 드라마의 교류를 통해 TV 영상 산업의 공동 번영과 상호이해 증진을 목적으로 하며, 국제 경쟁 / 비경쟁 부문으로 나누어 시상하는 국제 드라마 시상식이다.  제작 및 방송된 국가와 지역에 상관 없이 전년도 5월 1일부터 금년 4월까지 방송된 드라마 작품 중 심사를 거쳐 선정된 작품들을 시상하는데 9회 이후에는 종편  케이블 드라마가  수상 명단에 올랐다.

## 대상 및 남녀 연기자상
| 회차 | 연도 | 대상     | 대상                       | 연기자상 | 연기자상    | 연기자상                  | 연기자상                                      |
| 회차 | 연도 | 국가     | 수상작                     | 구분     | 국가        | 수상자                    | 출연작                                        |
| ---- | ---- | -------- | -------------------------- | -------- | ----------- | ------------------------- | --------------------------------------------- |
| 1    | 2006 |          | -                          | 남       | 캐나다      | 마이클 테라올트           | 평원의 위인 : 토마스 더글라스 이야기          |
| 1    | 2006 | 여       | -                          | 중국     | 루위안 리앙 | 행복지기                  |                                               |
| 2    | 2007 |          | -                          | 남       | 일본        | 기무라 타쿠야             | 화려한 일족                                   |
| 2    | 2007 | 여       | -                          | 영국     | 헬렌 미렌   | 프라임 서스펙트 7         |                                               |
| 3    | 2008 | 스페인   | 파트리시아 마르코스 : 미싱 | 남       | 이스라엘    | 드비어 베네닥             | 튜터                                          |
| 3    | 2008 | 스페인   | 파트리시아 마르코스 : 미싱 | 여       | 대만        | 리리 판                   | 아르테미시아                                  |
| 4    | 2009 | 중국     | 메모리즈 인 차이나         | 남       | 일본        | 쿠메 아키라               | 더 쇼핑 트립                                  |
| 4    | 2009 | 중국     | 메모리즈 인 차이나         | 여       | 노르웨이    | 샬롯 프로그너             | 마리아                                        |
| 5    | 2010 | 일본     | 슈 샤인 보이               | 남       | 핀란드      | 카를 크리스티안 룬드만    | 이지 리빙                                     |
| 5    | 2010 | 일본     | 슈 샤인 보이               | 여       | 네덜란드    | 마르고 로스&마이케 메이어 | 타워 C                                        |
| 6    | 2011 | 중국     | 삼국                       | 남       | 중국        | 지엔빈 천                 | 삼국                                          |
| 6    | 2011 | 중국     | 삼국                       | 여       | 대한민국    | 나문희                    | 나야 할머니                                   |
| 7    | 2012 | 대한민국 | 뿌리깊은 나무              | 남       | 독일        | 요나스 나이               | 홈 비디오                                     |
| 7    | 2012 | 대한민국 | 뿌리깊은 나무              | 여       | 독일        | 크리스티네 노이바워       | 하나스 디시전                                 |
| 8    | 2013 | 이스라엘 | 프리즈너스 오브 워 시즌 2  | 남       | 대한민국    | 이문식                    | KBS 드라마 스페셜 - 상권이                    |
| 8    | 2013 | 이스라엘 | 프리즈너스 오브 워 시즌 2  | 여       | 미국        | 루시 리우                 | 엘리멘트리 시즌 2                             |
| 9    | 2014 | 프랑스   | 카불 키친 시즌2            | 남       | 독일        | 에드가 셀지               | 어 블라인드 히어로 - 더 러브 오브 오토 봐이트 |
| 9    | 2014 | 프랑스   | 카불 키친 시즌2            | 여       | 대한민국    | 김희애                    | 밀회                                          |
| 10   | 2015 | 독일     | 네이키드 어몽 울브스       | 남       | 튀르키예    | 앤긴 아큐렉               | 블랙 머니 러브                                |
| 10   | 2015 | 독일     | 네이키드 어몽 울브스       | 여       | 체코        | 시모나 스타소바           | 더 셀프 러버                                  |
| 11   | 2016 | 영국     | 더 나이트 매니저           | 남       | 카자흐스탄  | 아잣 세잇메토프           | 파더                                          |
| 11   | 2016 | 영국     | 더 나이트 매니저           | 여       | 프랑스      | 싸미아 싸씨               | 돈 리브 미                                    |
| 12   | 2017 | 미국     | 디스 이즈 어스             | 남       | 튀르키예    | 케람 부르신               | 하트 오브 더 시티                             |
| 12   | 2017 | 미국     | 디스 이즈 어스             | 여       | 러시아      | 알렉산드라 니키파로바     | 디텍티브 애나                                 |
| 13   | 2018 | 독일     | 바빌론 베를린              | 남       | 스페인      | 후안 페라                 | 더 파워 오브 사일런스                         |
| 13   | 2018 | 독일     | 바빌론 베를린              | 여       | 대한민국    | 이보영                    | 마더                                          |
| 14   | 2019 | 이스라엘 | 온 더 스펙트럼             | 남       | 대한민국    | 김동욱                    | 특별근로감독관 조장풍                         |
| 14   | 2019 | 이스라엘 | 온 더 스펙트럼             | 여       | 독일        | 알리시아 폰 리트베르크    | 바우하우스                                    |
| 15   | 2020 | 브라질   | 오펀스 오브 어 네이션      | 남       | 영국        | 왈리드 주이터             | 바그다드 센트럴                               |
| 15   | 2020 | 브라질   | 오펀스 오브 어 네이션      | 여       | 대한민국    | 공효진                    | 동백꽃 필 무렵                                |
| 16   | 2021 | 대한민국 | 아이를 찾습니다            | 남       | 대한민국    | 박혁권                    | 아이를 찾습니다                               |
| 16   | 2021 | 대한민국 | 아이를 찾습니다            | 여       | 미국        | 엘 패닝                   | 더 그레이트                                   |

## 역대 수상작(자)

### 2000년대

#### 2006년
| - 일시 : 2006년 8월 29일 - 장소 : 여의도 KBS 홀 - 출품 : 29개국 105개 작품 - 사회 : 류시원, 황수경, 한석준 - 중계 방송 : KBS 2TV \| 부문 \| 수상작 및 수상자 \| 국적 \| \| ------------------------ \| ------------------------------------------------------- \| ---- \| \| 장편드라마 최우수 작품상 \| 거상 치아오쯔융 \| \| \| 장편드라마 우수 작품상 \| 해신 \| \| \| 미니시리즈 최우수 작품상 \| 내 이름은 김삼순 \| \| \| 미니시리즈 우수 작품상 \| 행복지기 세상의 중심에서 사랑을 외치다 \| \| \| 단편드라마 최우수 작품상 \| 해협을 건너는 바이올린 \| \| \| 단편드라마 우수 작품상 \| 내일을 기다리며 \| \| \| 특별상 \| 함다니의 구멍 난 슬리퍼 HDTV 문학관 - 새야 새야 하얀 벽 \| \| \| 남자 연기자상 \| 마이클 테라올트 (평원의 위인 : 토마스 더글라스 이야기) \| \| \| 여자 연기자상 \| 루위안 리앙 (행복지기) \| \| \| 연출상 \| 아키히코 어시마루 (세상의 중심에서 사랑을 외치다) \| \| \| 작가상 \| 패트릭 부클리 (회상: 가족의 초상화) \| \| \| 촬영상 \| 김승환 (해신) \| \| \| 음악상 \| 이와시로 타로 (해협을 건너는 바이올린) \| \| \| 미술상 \| 민언옥 (궁) \| \| |                                                         |                              |
| 부문 | 수상작 및 수상자                                        | 국적                         |
| 장편드라마 최우수 작품상 | 거상 치아오쯔융                                         | 중국                         |
| 장편드라마 우수 작품상 | 해신                                                    | 대한민국                     |
| 미니시리즈 최우수 작품상 | 내 이름은 김삼순                                        | 대한민국                     |
| 미니시리즈 우수 작품상 | 행복지기 세상의 중심에서 사랑을 외치다                  | 중국 · 일본                  |
| 단편드라마 최우수 작품상 | 해협을 건너는 바이올린                                  | 일본                         |
| 단편드라마 우수 작품상 | 내일을 기다리며                                         | 네덜란드                     |
| 특별상 | 함다니의 구멍 난 슬리퍼 HDTV 문학관 - 새야 새야 하얀 벽 | 인도네시아 · 한국 · 이스라엘 |
| 남자 연기자상 | 마이클 테라올트 (평원의 위인 : 토마스 더글라스 이야기)  | 캐나다                       |
| 여자 연기자상 | 루위안 리앙 (행복지기)                                  | 중국                         |
| 연출상 | 아키히코 어시마루 (세상의 중심에서 사랑을 외치다)       | 일본                         |
| 작가상 | 패트릭 부클리 (회상: 가족의 초상화)                     | 스페인                       |
| 촬영상 | 김승환 (해신)                                           | 대한민국                     |
| 음악상 | 이와시로 타로 (해협을 건너는 바이올린)                  | 일본                         |
| 미술상 | 민언옥 (궁)                                             | 대한민국                     |

#### 2007년
| - 일시 : 2007년 8월 28일 - 장소 : 여의도 KBS 홀 - 출품 : 32개국 130개 작품 - 사회 : 김용만, 최윤영 - 중계 방송 : MBC \| 부문 \| 수상작 및 수상자 \| 국적 \| \| --------------------------- \| --------------------------------------------- \| ---- \| \| 장편드라마 최우수 작품상 \| 와신상담 \| \| \| 장편드라마 우수 작품상 \| 그때를 기억하라 \| \| \| 미니시리즈 최우수 작품상 \| 노다메 칸타빌레 \| \| \| 미니시리즈 우수 작품상 \| 튜더스 \| \| \| 단편드라마 최우수 작품상 \| 난장이가 쏘아올린 작은 공 \| \| \| 단편드라마 우수 작품상 \| 프라임 서스펙트 7 \| \| \| 어린이 청소년 최우수 작품상 \| 창피해죽겠어 \| \| \| 어린이 청소년 우수 작품상 \| 점프2 \| \| \| 특별상 \| 강철손을 가진 유령: 마야비 영광의 칼라프 기억 \| \| \| 심사위원 특별상 \| 칸 \| \| \| 남자 연기자상 \| 기무라 타쿠야 (화려한 일족) \| \| \| 여자 연기자상 \| 헬렌 미렌 (프라임 서스펙트 7) \| \| \| 연출상 \| 다케우치 히데키 (노다메 칸타빌레) \| \| \| 작가상 \| 프랭크 디시 (프라임 서스펙트7) \| \| \| 촬영상 \| 스 루안 (와신상담) \| \| \| 음악상 \| 다케우치 히데키 (노다메 칸타빌레) \| \| \| 미술상 \| 이철호 (황진이) \| \| |                                               |                        |
| 부문 | 수상작 및 수상자                              | 국적                   |
| 장편드라마 최우수 작품상 | 와신상담                                      | 중국                   |
| 장편드라마 우수 작품상 | 그때를 기억하라                               | 스페인                 |
| 미니시리즈 최우수 작품상 | 노다메 칸타빌레                               | 일본                   |
| 미니시리즈 우수 작품상 | 튜더스                                        | 미국                   |
| 단편드라마 최우수 작품상 | 난장이가 쏘아올린 작은 공                     | 대한민국               |
| 단편드라마 우수 작품상 | 프라임 서스펙트 7                             | 영국                   |
| 어린이 청소년 최우수 작품상 | 창피해죽겠어                                  | 오스트레일리아         |
| 어린이 청소년 우수 작품상 | 점프2                                         | 대한민국               |
| 특별상 | 강철손을 가진 유령: 마야비 영광의 칼라프 기억 | 인도 · 요르단 · 필리핀 |
| 심사위원 특별상 | 칸                                            | 독일                   |
| 남자 연기자상 | 기무라 타쿠야 (화려한 일족)                   | 일본                   |
| 여자 연기자상 | 헬렌 미렌 (프라임 서스펙트 7)                 | 영국                   |
| 연출상 | 다케우치 히데키 (노다메 칸타빌레)             | 일본                   |
| 작가상 | 프랭크 디시 (프라임 서스펙트7)                | 영국                   |
| 촬영상 | 스 루안 (와신상담)                            | 중국                   |
| 음악상 | 다케우치 히데키 (노다메 칸타빌레)             | 일본                   |
| 미술상 | 이철호 (황진이)                               | 대한민국               |

#### 2008년
| - 일시 : 2008년 10월 11일 - 장소 : 여의도 KBS 홀 - 출품 : 33개국 152개 작품 - 사회 : 최수종, 유진 - 중계 방송 : SBS \| 부문 \| 수상작 및 수상자 \| 국적 \| \| ---------------------------- \| ------------------------------------------------------------- \| ---- \| \| 대상 \| 파트리시아 마르코스 : 미싱 \| \| \| 장편드라마 최우수 작품상 \| 영웅무명 \| \| \| 장편드라마 우수 작품상 \| 황금신부 \| \| \| 미니시리즈 최우수 작품상 \| 엘라 블루 \| \| \| 미니시리즈 우수 작품상 \| 스킨스 \| \| \| 단편드라마 최우수 작품상 \| 라바게 \| \| \| 단편드라마 우수 작품상 \| 코브라의 선택 \| \| \| 어린이 청소년 최우수 작품상 \| 정글피쉬 \| \| \| 어린이 청소년 우수 작품상 \| 발레 슈즈 \| \| \| 초청작 \| 튜터 씨크리트 오브 디스 하우스 \| \| \| 남자 연기자상 \| 드비어 베네닥 (튜터) \| \| \| 여자 연기자상 \| 리리 판 (아르테미시아) \| \| \| 연출상 \| 카를로스 세데스&마누엘 팔라시오스 (파트리시아 마르코스: 미싱) \| \| \| 작가상 \| 만탕 까오&지엔예 순 (틈관동) \| \| \| 촬영상 \| 피오트르 보쵸빅츠 (렛츠고 투더 무비 투모로우) \| \| \| 음악상 \| 브랑 두 토이토&로넬르 루츠 (엘라블루) \| \| \| 미술상 \| 후오 왕 (영웅무명) \| \| \| 인기상 \| 개와 늑대의 시간 \| \| \| 네티즌이 뽑은 인기 남자 배우 \| 이준기 (개와 늑대의 시간) \| \| \| 네티즌이 뽑은 인기 여자 배우 \| 남상미 (개와 늑대의 시간) \| \| |                                                               |                         |
| 부문 | 수상작 및 수상자                                              | 국적                    |
| 대상 | 파트리시아 마르코스 : 미싱                                    | 스페인                  |
| 장편드라마 최우수 작품상 | 영웅무명                                                      | 중국                    |
| 장편드라마 우수 작품상 | 황금신부                                                      | 대한민국                |
| 미니시리즈 최우수 작품상 | 엘라 블루                                                     | 남아프리카 공화국       |
| 미니시리즈 우수 작품상 | 스킨스                                                        | 영국                    |
| 단편드라마 최우수 작품상 | 라바게                                                        | 프랑스                  |
| 단편드라마 우수 작품상 | 코브라의 선택                                                 | 이란                    |
| 어린이 청소년 최우수 작품상 | 정글피쉬                                                      | 대한민국                |
| 어린이 청소년 우수 작품상 | 발레 슈즈                                                     | 영국                    |
| 초청작 | 튜터 씨크리트 오브 디스 하우스                                | 이스라엘 · 아프가니스탄 |
| 남자 연기자상 | 드비어 베네닥 (튜터)                                          | 이스라엘                |
| 여자 연기자상 | 리리 판 (아르테미시아)                                        | 대만                    |
| 연출상 | 카를로스 세데스&마누엘 팔라시오스 (파트리시아 마르코스: 미싱) | 스페인                  |
| 작가상 | 만탕 까오&지엔예 순 (틈관동)                                  | 중국                    |
| 촬영상 | 피오트르 보쵸빅츠 (렛츠고 투더 무비 투모로우)                 | 폴란드                  |
| 음악상 | 브랑 두 토이토&로넬르 루츠 (엘라블루)                         | 남아프리카 공화국       |
| 미술상 | 후오 왕 (영웅무명)                                            | 중국                    |
| 인기상 | 개와 늑대의 시간                                              | 대한민국                |
| 네티즌이 뽑은 인기 남자 배우 | 이준기 (개와 늑대의 시간)                                     | 대한민국                |
| 네티즌이 뽑은 인기 여자 배우 | 남상미 (개와 늑대의 시간)                                     | 대한민국                |

#### 2009년
| - 일시 : 2009년 9월 11일 - 장소 : 올림픽공원 올림픽 홀 - 출품 : 37개국 169개 작품 - 사회 : 최수종, 황수경, 박사임 - 중계 방송 : KBS 2TV \| 부문 \| 수상작 및 수상자 \| 국적 \| \| --------------------------- \| -------------------------------------------------- \| ---- \| \| 대상 \| 메모리즈 인 차이나 \| \| \| 장편드라마 최우수 작품상 \| 남자 이야기 \| \| \| 장편드라마 우수 작품상 \| 더 카르텔 \| \| \| 미니시리즈 최우수 작품상 \| 마리아 \| \| \| 미니시리즈 우수 작품상 \| 베토벤 바이러스 \| \| \| 단편드라마 최우수 작품상 \| 더 잉글리시맨스 보이 \| \| \| 단편드라마 우수 작품상 \| 더 쇼핑트립 \| \| \| 특별상 \| 토큰 파이팅 스파이더스 에바폰다 \| \| \| 심사위원 특별상 \| 타이베이24시 리브 어 럭셔리 앤드 디시페이션 라이프 \| \| \| 초청작 \| C.S.I 닥터후4 \| \| \| 남자 연기자상 \| 쿠메 아키라 (더 쇼핑 트립) \| \| \| 여자 연기자상 \| 샬롯 프로그너 (마리아) \| \| \| 연출상 \| 듀안 클락 (13: 더 컨스피러시) \| \| \| 작가상 \| 마크 디든 (디 엠퍼러 오브 테이스트) \| \| \| 인기상 \| 꽃보다 남자 \| \| \| 네티즌이 뽑은 인기 남자배우 \| 김현중 (꽃보다 남자) \| \| \| 네티즌이 뽑은 인기 여자배우 \| 문근영 (바람의 화원) \| \| |                                                    |                          |
| 부문 | 수상작 및 수상자                                   | 국적                     |
| 대상 | 메모리즈 인 차이나                                 | 중국                     |
| 장편드라마 최우수 작품상 | 남자 이야기                                        | 대한민국                 |
| 장편드라마 우수 작품상 | 더 카르텔                                          | 콜롬비아                 |
| 미니시리즈 최우수 작품상 | 마리아                                             | 노르웨이                 |
| 미니시리즈 우수 작품상 | 베토벤 바이러스                                    | 대한민국                 |
| 단편드라마 최우수 작품상 | 더 잉글리시맨스 보이                               | 캐나다                   |
| 단편드라마 우수 작품상 | 더 쇼핑트립                                        | 일본                     |
| 특별상 | 토큰 파이팅 스파이더스 에바폰다                    | 이란 · 싱가포르 · 필리핀 |
| 심사위원 특별상 | 타이베이24시 리브 어 럭셔리 앤드 디시페이션 라이프 | 대만 · 중국              |
| 초청작 | C.S.I 닥터후4                                      | 미국 · 영국              |
| 남자 연기자상 | 쿠메 아키라 (더 쇼핑 트립)                         | 일본                     |
| 여자 연기자상 | 샬롯 프로그너 (마리아)                             | 노르웨이                 |
| 연출상 | 듀안 클락 (13: 더 컨스피러시)                      | 영국                     |
| 작가상 | 마크 디든 (디 엠퍼러 오브 테이스트)                | 벨기에                   |
| 인기상 | 꽃보다 남자                                        | 대한민국                 |
| 네티즌이 뽑은 인기 남자배우 | 김현중 (꽃보다 남자)                               | 대한민국                 |
| 네티즌이 뽑은 인기 여자배우 | 문근영 (바람의 화원)                               | 대한민국                 |

### 2010년대

#### 2010년
| - 일시 : 2010년 9월 10일 - 장소 : 여의도 KBS 홀 - 출품 : 43개국 172개 작품 - 사회 : 최수종, 최윤영 - 중계 방송 : MBC \| 부문 \| 수상작 및 수상자 \| 국적 \| \| ------------------------ \| --------------------------------------------------- \| ---- \| \| 대상 \| 슈 사인 보이 \| \| \| 장편드라마 최우수 작품상 \| 선덕여왕 \| \| \| 장편드라마 우수 작품상 \| 머독 미스터리 시즌3 \| \| \| 미니시리즈 최우수 작품상 \| 추노 \| \| \| 미니시리즈 우수 작품상 \| 진 \| \| \| 단편드라마 최우수 작품상 \| 더 서미트 \| \| \| 단편드라마 우수 작품상 \| 더 데이 오브 더 트리피즈 \| \| \| 특별상 \| 고스트2 파비트라 리슈타 웨어 이스 엘리사? \| \| \| 초청작 \| NCIS 시즌7 \| \| \| 남자 연기자상 \| 카를 크리스티안 룬드만 (이지 리빙) \| \| \| 여자 연기자상 \| 마르고 로스&마이케 메이어 (타워 C) \| \| \| 연출상 \| 닉 고퍼스 (더 서미트) \| \| \| 작가상 \| 크레이그 위너 (더 라스트 데이스 오브 리만 브라더스) \| \| \| 야후! 네티즌 인기상 \| 이승기 임심여 샤메인 셰 \| \| \| 한류드라마 대상 \| 추노 \| \| \| 한류드라마 남우주연상 \| 장혁 (추노) 이병헌 (아이리스) \| \| \| 한류드라마 여우주연상 \| 고현정 (선덕여왕) 한효주 (찬란한 유산) \| \| \| 한류드라마 연출상 \| 곽정환 (추노) \| \| \| 한류드라마 작가상 \| 김영현&박상연 (선덕여왕) \| \| |                                                     |                          |
| 부문 | 수상작 및 수상자                                    | 국적                     |
| 대상 | 슈 사인 보이                                        | 일본                     |
| 장편드라마 최우수 작품상 | 선덕여왕                                            | 대한민국                 |
| 장편드라마 우수 작품상 | 머독 미스터리 시즌3                                 | 캐나다                   |
| 미니시리즈 최우수 작품상 | 추노                                                | 대한민국                 |
| 미니시리즈 우수 작품상 | 진                                                  | 일본                     |
| 단편드라마 최우수 작품상 | 더 서미트                                           | 캐나다                   |
| 단편드라마 우수 작품상 | 더 데이 오브 더 트리피즈                            | 영국                     |
| 특별상 | 고스트2 파비트라 리슈타 웨어 이스 엘리사?           | 말레이시아 · 인도 · 칠레 |
| 초청작 | NCIS 시즌7                                          | 미국                     |
| 남자 연기자상 | 카를 크리스티안 룬드만 (이지 리빙)                  | 핀란드                   |
| 여자 연기자상 | 마르고 로스&마이케 메이어 (타워 C)                  | 네덜란드                 |
| 연출상 | 닉 고퍼스 (더 서미트)                               | 캐나다                   |
| 작가상 | 크레이그 위너 (더 라스트 데이스 오브 리만 브라더스) | 영국                     |
| 야후! 네티즌 인기상 | 이승기 임심여 샤메인 셰                             | 대한민국 · 중국 · 홍콩   |
| 한류드라마 대상 | 추노                                                | 대한민국                 |
| 한류드라마 남우주연상 | 장혁 (추노) 이병헌 (아이리스)                       | 대한민국 · 대한민국      |
| 한류드라마 여우주연상 | 고현정 (선덕여왕) 한효주 (찬란한 유산)              | 대한민국 · 대한민국      |
| 한류드라마 연출상 | 곽정환 (추노)                                       | 대한민국                 |
| 한류드라마 작가상 | 김영현&박상연 (선덕여왕)                            | 대한민국                 |

#### 2011년
| - 일시 : 2011년 8월 31일 - 장소 : 여의도 KBS 홀 - 출품 : 37개국 204개 작품 - 사회 : 류시원, 한고은 - 중계 방송 : SBS \| 부문 \| 수상작 및 수상자 \| 국적 \| \| ------------------------ \| --------------------------------------------------------- \| ---- \| \| 대상 \| 삼국 \| \| \| 장편드라마 최우수 작품상 \| 인 더 네임 오브 오너 \| \| \| 장편드라마 우수 작품상 \| 파시오니 \| \| \| 미니시리즈 최우수 작품상 \| 루터 \| \| \| 미니시리즈 우수 작품상 \| 대지의 기둥 \| \| \| 단편드라마 최우수 작품상 \| 셰이드스 오브 해피니스 \| \| \| 단편드라마 우수 작품상 \| 웬 하비 멧 밥 \| \| \| 특별상 \| 이글 포 더 어메이징 익스트로디너리 프렌즈 5 더 댄덜라이언 \| \| \| 초청작 \| 워킹 데드 \| \| \| 남자 연기자상 \| 지엔빈 천 (삼국) \| \| \| 여자 연기자상 \| 나문희 (나야 할머니) \| \| \| 연출상 \| 미겔 알렉산드레 (셰이드스 오브 해피니스) \| \| \| 작가상 \| 알베르트 에스피노사 (더 레드 밴드 소사이어티) \| \| \| 네티즌 인기상 \| 박유천 카미키 류노스케 시아오통 위 만슈 지엔 샤메인 셰 \| \| \| 한류드라마 최우수작품상 \| 매리는 외박중 \| \| \| 한류드라마 우수작품상 \| 성균관 스캔들 \| \| \| 한류드라마 남자 연기자상 \| 박유천 (성균관 스캔들) \| \| \| 한류드라마 여자 연기자상 \| 문근영 (매리는 외박중) \| \| \| 한류드라마 연출상 \| 신우철 (시크릿 가든) \| \| \| 한류드라마 작가상 \| 김은숙 (시크릿 가든) \| \| \| 한류드라마 주제가상 \| 백지영 (시크릿 가든 - 그 여자) \| \| |                                                           |                                      |
| 부문 | 수상작 및 수상자                                          | 국적                                 |
| 대상 | 삼국                                                      | 중국                                 |
| 장편드라마 최우수 작품상 | 인 더 네임 오브 오너                                      | 루마니아                             |
| 장편드라마 우수 작품상 | 파시오니                                                  | 브라질                               |
| 미니시리즈 최우수 작품상 | 루터                                                      | 영국                                 |
| 미니시리즈 우수 작품상 | 대지의 기둥                                               | 독일                                 |
| 단편드라마 최우수 작품상 | 셰이드스 오브 해피니스                                    | 독일                                 |
| 단편드라마 우수 작품상 | 웬 하비 멧 밥                                             | 아일랜드                             |
| 특별상 | 이글 포 더 어메이징 익스트로디너리 프렌즈 5 더 댄덜라이언 | 아프가니스탄 · 뉴질랜드 · 러시아     |
| 초청작 | 워킹 데드                                                 | 미국                                 |
| 남자 연기자상 | 지엔빈 천 (삼국)                                          | 중국                                 |
| 여자 연기자상 | 나문희 (나야 할머니)                                      | 대한민국                             |
| 연출상 | 미겔 알렉산드레 (셰이드스 오브 해피니스)                  | 독일                                 |
| 작가상 | 알베르트 에스피노사 (더 레드 밴드 소사이어티)             | 스페인                               |
| 네티즌 인기상 | 박유천 카미키 류노스케 시아오통 위 만슈 지엔 샤메인 셰    | 대한민국 · 일본 · 중국 · 대만 · 홍콩 |
| 한류드라마 최우수작품상 | 매리는 외박중                                             | 대한민국                             |
| 한류드라마 우수작품상 | 성균관 스캔들                                             | 대한민국                             |
| 한류드라마 남자 연기자상 | 박유천 (성균관 스캔들)                                    | 대한민국                             |
| 한류드라마 여자 연기자상 | 문근영 (매리는 외박중)                                    | 대한민국                             |
| 한류드라마 연출상 | 신우철 (시크릿 가든)                                      | 대한민국                             |
| 한류드라마 작가상 | 김은숙 (시크릿 가든)                                      | 대한민국                             |
| 한류드라마 주제가상 | 백지영 (시크릿 가든 - 그 여자)                            | 대한민국                             |

#### 2012년
| - 일시 : 2012년 8월 30일 - 장소 : 국립극장 해오름극장 - 출품 : 45개국 201개 작품 - 사회 : 신현준, 한고은 - 중계 방송 : KBS 2TV \| 부문 \| 수상작 및 수상자 \| 국적 \| \| ------------------------ \| --------------------------------------- \| ---- \| \| 대상 \| 뿌리깊은 나무 \| \| \| 장편드라마 최우수 작품상 \| 공주의 남자 \| \| \| 장편드라마 우수 작품상 \| 더 펌 \| \| \| 미니시리즈 최우수 작품상 \| 그레이트 엑스펙테이션스 \| \| \| 미니시리즈 우수 작품상 \| 셜록2 \| \| \| 단편드라마 최우수 작품상 \| 홈 비디오 \| \| \| 단편드라마 우수 작품상 \| 캄 앳 씨 \| \| \| 특별상 \| 리멤버링 - 피스트 에젤 더 봄버 \| \| \| 초청작 \| 보보경심 \| \| \| 남자 연기자상 \| 요나스 나이 (홈 비디오) \| \| \| 여자 연기자상 \| 크리스티네 노이바워 (하나스 디시전) \| \| \| 연출상 \| 브라이언 커크 (그레이트 엑스펙테이션스) \| \| \| 작가상 \| 사라 펠프스 (그레이트 엑스펙테이션스) \| \| \| 네티즌 인기상 \| 박유천 니키 우 아오이 미야자키 딩주 왕 \| \| \| 한류드라마 최우수작품상 \| 옥탑방 왕세자 \| \| \| 한류드라마 우수작품상 \| 더킹 투하츠 \| \| \| 한류드라마 남자 연기자상 \| 박유천 (옥탑방 왕세자) \| \| \| 한류드라마 여자 연기자상 \| 한지민 (옥탑방 왕세자) \| \| \| 한류드라마 주제가상 \| 태연 (더킹 투하츠 - 미치게 보고 싶은) \| \| |                                         |                                |
| 부문 | 수상작 및 수상자                        | 국적                           |
| 대상 | 뿌리깊은 나무                           | 대한민국                       |
| 장편드라마 최우수 작품상 | 공주의 남자                             | 대한민국                       |
| 장편드라마 우수 작품상 | 더 펌                                   | 미국                           |
| 미니시리즈 최우수 작품상 | 그레이트 엑스펙테이션스                 | 영국                           |
| 미니시리즈 우수 작품상 | 셜록2                                   | 영국                           |
| 단편드라마 최우수 작품상 | 홈 비디오                               | 독일                           |
| 단편드라마 우수 작품상 | 캄 앳 씨                                | 프랑스                         |
| 특별상 | 리멤버링 - 피스트 에젤 더 봄버          | 필리핀 · 튀르키예 · 우크라이나 |
| 초청작 | 보보경심                                | 중국                           |
| 남자 연기자상 | 요나스 나이 (홈 비디오)                 | 독일                           |
| 여자 연기자상 | 크리스티네 노이바워 (하나스 디시전)     | 독일                           |
| 연출상 | 브라이언 커크 (그레이트 엑스펙테이션스) | 영국                           |
| 작가상 | 사라 펠프스 (그레이트 엑스펙테이션스)   | 영국                           |
| 네티즌 인기상 | 박유천 니키 우 아오이 미야자키 딩주 왕  | 대한민국 · 중국 · 일본 · 대만  |
| 한류드라마 최우수작품상 | 옥탑방 왕세자                           | 대한민국                       |
| 한류드라마 우수작품상 | 더킹 투하츠                             | 대한민국                       |
| 한류드라마 남자 연기자상 | 박유천 (옥탑방 왕세자)                  | 대한민국                       |
| 한류드라마 여자 연기자상 | 한지민 (옥탑방 왕세자)                  | 대한민국                       |
| 한류드라마 주제가상 | 태연 (더킹 투하츠 - 미치게 보고 싶은)   | 대한민국                       |

#### 2013년
| - 일시 : 2013년 9월 5일 - 장소 : 국립극장 해오름극장 - 출품 : 48개국 225개 작품 - 사회 : 이성재, 배수지 - 중계 방송 : MBC \| 부문 \| 수상작 및 수상자 \| 국적 \| \| ------------------------ \| ------------------------------------- \| ---- \| \| 대상 \| 프리즈너스 오브 워 시즌 2 \| \| \| 장편드라마 최우수 작품상 \| 그랜드호텔 2 \| \| \| 장편드라마 우수 작품상 \| 추적자 \| \| \| 미니시리즈 최우수 작품상 \| 제너레이션 워 \| \| \| 미니시리즈 우수 작품상 \| 더 하프 브라더 \| \| \| 단편드라마 최우수 작품상 \| 더 쥬이쉬 카디날 \| \| \| 단편드라마 우수 작품상 \| 웰컴 앤 아워 컨덜런스 \| \| \| 특별상 \| 헬로, 뉴욕 그녀들의 완벽한 하루 \| \| \| 초청작 \| 미스트리스 \| \| \| 남자 연기자상 \| 이문식 (KBS 드라마 스페셜 - 상권이) \| \| \| 여자 연기자상 \| 루시 리우 (엘리멘트리 시즌 2) \| \| \| 연출상 \| 필립 카델바흐 (제너레이션 워) \| \| \| 작가상 \| 라스 런드스트롬 (리얼휴먼) \| \| \| 네티즌 인기상 \| 정윤호 니키 우 렌 키리야마 야치 쉬 \| \| \| 한류드라마 최우수작품상 \| 아랑사또전 \| \| \| 한류드라마 우수작품상 \| 야왕 \| \| \| 한류드라마 남자 연기자상 \| 이준기 (아랑사또전) \| \| \| 한류드라마 여자 연기자상 \| 배수지 (구가의 서) \| \| \| 한류드라마 주제가상 \| 김재중 (닥터 진 - 살아도 꿈인 것처럼) \| \| |                                       |                               |
| 부문 | 수상작 및 수상자                      | 국적                          |
| 대상 | 프리즈너스 오브 워 시즌 2             | 이스라엘                      |
| 장편드라마 최우수 작품상 | 그랜드호텔 2                          | 스페인                        |
| 장편드라마 우수 작품상 | 추적자                                | 대한민국                      |
| 미니시리즈 최우수 작품상 | 제너레이션 워                         | 독일                          |
| 미니시리즈 우수 작품상 | 더 하프 브라더                        | 노르웨이                      |
| 단편드라마 최우수 작품상 | 더 쥬이쉬 카디날                      | 프랑스                        |
| 단편드라마 우수 작품상 | 웰컴 앤 아워 컨덜런스                 | 이스라엘                      |
| 특별상 | 헬로, 뉴욕 그녀들의 완벽한 하루       | 키르기스스탄 · 대한민국       |
| 초청작 | 미스트리스                            | 미국                          |
| 남자 연기자상 | 이문식 (KBS 드라마 스페셜 - 상권이)   | 대한민국                      |
| 여자 연기자상 | 루시 리우 (엘리멘트리 시즌 2)         | 미국                          |
| 연출상 | 필립 카델바흐 (제너레이션 워)         | 독일                          |
| 작가상 | 라스 런드스트롬 (리얼휴먼)            | 스웨덴                        |
| 네티즌 인기상 | 정윤호 니키 우 렌 키리야마 야치 쉬    | 대한민국 · 중국 · 일본 · 대만 |
| 한류드라마 최우수작품상 | 아랑사또전                            | 대한민국                      |
| 한류드라마 우수작품상 | 야왕                                  | 대한민국                      |
| 한류드라마 남자 연기자상 | 이준기 (아랑사또전)                   | 대한민국                      |
| 한류드라마 여자 연기자상 | 배수지 (구가의 서)                    | 대한민국                      |
| 한류드라마 주제가상 | 김재중 (닥터 진 - 살아도 꿈인 것처럼) | 대한민국                      |

#### 2014년
| - 일시 : 2014년 9월 4일 - 장소 : 국립극장 해오름극장 - 출품 : 50개국 209개 작품 - 사회 : 신성록, 진세연 - 중계 방송 : SBS \| 부문 \| 수상작 및 수상자 \| 국적 \| \| -------------------------- \| ----------------------------------------------------------- \| ---- \| \| 대상 \| 카불 키친 시즌2 \| \| \| 장편드라마 최우수 작품상 \| 메드제지르 \| \| \| 미니시리즈 최우수 작품상 \| 맘몬 \| \| \| 미니시리즈 우수 작품상 \| 굿 닥터 \| \| \| 단편 최우수 작품상 \| 베어풋 온 레드 소일 \| \| \| 단편 우수 작품상 \| 더 팻 앤드 디 앵그리 \| \| \| 특별상 \| 갈릴레오 시즌2 베이비 캔즈 \| \| \| 초청작 \| 셜록 시즌3 \| \| \| 남자 연기자상 \| 에드가 셀지 (어 블라인드 히어로 - 더 러브 오브 오토 봐이트) \| \| \| 여자 연기자상 \| 김희애 (밀회) \| \| \| 연출상 \| 세실리 모슬리 (맘몬) \| \| \| 작가상 \| 마르코스 번스테인&마리아 하엔 (베어풋 온 레드 소일) \| \| \| 네티즌 인기상[3] \| 김수현 후거 정원창 \| \| \| 한류드라마 최우수작품상[4] \| 별에서 온 그대 \| \| \| 한류드라마 우수작품상 \| 상속자들 \| \| \| 한류드라마 남자 연기자상 \| 김수현 (별에서 온 그대) \| \| \| 한류드라마 주제가상[3] \| 린 (별에서 온 그대 - My Destiny) \| \| |                                                             |                        |
| 부문 | 수상작 및 수상자                                            | 국적                   |
| 대상 | 카불 키친 시즌2                                             | 프랑스                 |
| 장편드라마 최우수 작품상 | 메드제지르                                                  | 튀르키예               |
| 미니시리즈 최우수 작품상 | 맘몬                                                        | 노르웨이               |
| 미니시리즈 우수 작품상 | 굿 닥터                                                     | 대한민국               |
| 단편 최우수 작품상 | 베어풋 온 레드 소일                                         | 스페인                 |
| 단편 우수 작품상 | 더 팻 앤드 디 앵그리                                        | 스웨덴                 |
| 특별상 | 갈릴레오 시즌2 베이비 캔즈                                  | 일본 · 스리랑카        |
| 초청작 | 셜록 시즌3                                                  | 영국                   |
| 남자 연기자상 | 에드가 셀지 (어 블라인드 히어로 - 더 러브 오브 오토 봐이트) | 독일                   |
| 여자 연기자상 | 김희애 (밀회)                                               | 대한민국               |
| 연출상 | 세실리 모슬리 (맘몬)                                        | 노르웨이               |
| 작가상 | 마르코스 번스테인&마리아 하엔 (베어풋 온 레드 소일)         | 스페인                 |
| 네티즌 인기상 | 김수현 후거 정원창                                          | 대한민국 · 중국 · 대만 |
| 한류드라마 최우수작품상 | 별에서 온 그대                                              | 대한민국               |
| 한류드라마 우수작품상 | 상속자들                                                    | 대한민국               |
| 한류드라마 남자 연기자상 | 김수현 (별에서 온 그대)                                     | 대한민국               |
| 한류드라마 주제가상 | 린 (별에서 온 그대 - My Destiny)                            | 대한민국               |

#### 2015년
| - 일시 : 2015년 9월 10일 - 장소 : 상암 MBC 문화광장 - 출품 : 48개국 212개 작품 - 사회 : 이동욱, 김정은 - 중계 방송 : MBC \| 부문 \| 수상작 및 수상자 \| 국적 \| \| ------------------------ \| ------------------------------------------- \| ---- \| \| 대상 \| 네이키드 어몽 울브스 \| \| \| 장편 최우수 작품상 \| 오픈 유어 아이즈 \| \| \| 미니시리즈 최우수 작품상 \| 미생 \| \| \| 단편 최우수 작품상 \| 더 굿 시스터 \| \| \| 초청작 \| 심야식당 시즌3 \| \| \| 심사위원 특별상 \| 등소평 홈 어웨이 프롬 홈 디 아메리칸 레터스 \| \| \| 뉴 트렌드 상 \| 마르코 폴로 선택당한 자 \| \| \| 남자 연기자상 \| 앤긴 아큐렉 (블랙 머니 러브) \| \| \| 여자 연기자상 \| 시모나 스타소바 (더 셀프 러버) \| \| \| 연출상 \| 브래드 실버링 (제인 더 버진) \| \| \| 작가상 \| 밥 로우 (더 굿 시스터) \| \| \| 10주년 특별 공로상 \| 이병훈 이영애 이민호 \| \| \| 망고TV 인기상 \| 이민호 추자현 더 원 \| \| \| 아시아 스타 대상 \| 종한량 오다기리 죠 진백림 임의신 \| \| \| 아시아 스타상 \| 장한 카미키 류노스케 염아륜 \| \| \| 한류드라마 최우수작품상 \| 킬미힐미 \| \| \| 한류드라마 우수작품상 \| 조선총잡이 피노키오 \| \| \| 한류드라마 남자 연기자상 \| 이준기 (조선 총잡이) \| \| \| 한류드라마 여자 연기자상 \| 황정음 (킬미 힐미) \| \| \| 한류드라마 주제가상 \| 태연 \| \| |                                             |                                |
| 부문 | 수상작 및 수상자                            | 국적                           |
| 대상 | 네이키드 어몽 울브스                        | 독일                           |
| 장편 최우수 작품상 | 오픈 유어 아이즈                            | 앙골라                         |
| 미니시리즈 최우수 작품상 | 미생                                        | 대한민국                       |
| 단편 최우수 작품상 | 더 굿 시스터                                | 캐나다                         |
| 초청작 | 심야식당 시즌3                              | 일본                           |
| 심사위원 특별상 | 등소평 홈 어웨이 프롬 홈 디 아메리칸 레터스 | 중국 · 대만 · 체코             |
| 뉴 트렌드 상 | 마르코 폴로 선택당한 자                     | 미국 · 미국                    |
| 남자 연기자상 | 앤긴 아큐렉 (블랙 머니 러브)                | 튀르키예                       |
| 여자 연기자상 | 시모나 스타소바 (더 셀프 러버)              | 체코                           |
| 연출상 | 브래드 실버링 (제인 더 버진)                | 미국                           |
| 작가상 | 밥 로우 (더 굿 시스터)                      | 캐나다                         |
| 10주년 특별 공로상 | 이병훈 이영애 이민호                        | 대한민국 · 대한민국 · 대한민국 |
| 망고TV 인기상 | 이민호 추자현 더 원                         | 대한민국 · 대한민국 · 대한민국 |
| 아시아 스타 대상 | 종한량 오다기리 죠 진백림 임의신            | 중국 · 일본 · 대만 · 대만      |
| 아시아 스타상 | 장한 카미키 류노스케 염아륜                 | 중국 · 일본 · 대만             |
| 한류드라마 최우수작품상 | 킬미힐미                                    | 대한민국                       |
| 한류드라마 우수작품상 | 조선총잡이 피노키오                         | 대한민국 · 대한민국            |
| 한류드라마 남자 연기자상 | 이준기 (조선 총잡이)                        | 대한민국                       |
| 한류드라마 여자 연기자상 | 황정음 (킬미 힐미)                          | 대한민국                       |
| 한류드라마 주제가상 | 태연                                        | 대한민국                       |

#### 2016년
| - 일시 : 2016년 9월 8일 - 장소 : 여의도 KBS 홀 - 출품 : 51개국 265개 작품 - 사회 : 신현준, 이지연, 방민아 - 중계 방송 : KBS2 \| 부문 \| 부문 \| 부문 \| 수상작 및 수상자 \| 국적 \| \| ---------- \| ---------- \| ------------------------- \| -------------------------------------------------------------- \| ---- \| \| 경쟁부문 \| 작품상 \| 대상 \| 더 나이트 매니저 \| \| \| 경쟁부문 \| 작품상 \| 장편 최우수 작품상 \| 육룡이 나르샤 \| \| \| 경쟁부문 \| 작품상 \| 장편 우수 작품상 \| 어 스콜라 드림 오브 우먼 \| \| \| 경쟁부문 \| 작품상 \| 미니시리즈 최우수 작품상 \| 도이칠란드 83 \| \| \| 경쟁부문 \| 작품상 \| 미니시리즈 우수 작품상 \| 미스터 로봇 \| \| \| 경쟁부문 \| 작품상 \| 단편 최우수 작품상 \| 돈트 리브 미 \| \| \| 경쟁부문 \| 작품상 \| 단편 우수 작품상 \| 시베나 하이잭킹-마이 버전 \| \| \| 경쟁부문 \| 작품상 \| 코미디 최우수 작품상 \| 바스켓 \| \| \| 경쟁부문 \| 작품상 \| 심사위원 특별상 \| 져니 엔들리스 러브 \| \| \| 경쟁부문 \| 개인상 \| 남자 연기자상 \| 아잣 세잇메토프 (파더) \| \| \| 경쟁부문 \| 개인상 \| 여자 연기자상 \| 싸미아 싸씨 (돈 리브 미) \| \| \| 경쟁부문 \| 개인상 \| 연출상 \| 수잔 비에르 (더 나이트 매니저) \| \| \| 경쟁부문 \| 개인상 \| 작가상 \| 에바 슈프라이츠호퍼&루퍼트 헤닝 (리틀 빅 보이스) \| \| \| 비경쟁부문 \| 비경쟁부문 \| 초청작 \| 드라마월드 \| \| \| 비경쟁부문 \| 비경쟁부문 \| 아시아 스타상 \| 데니스 트릴로 류이호 황추생 후지이 미나 레베카 림 니아 프엉 첸 \| \| \| 비경쟁부문 \| 비경쟁부문 \| 한류 드라마 최우수 작품상 \| 태양의 후예 \| \| \| 비경쟁부문 \| 비경쟁부문 \| 한류 드라마 우수 작품상 \| 옥중화 \| \| \| 비경쟁부문 \| 비경쟁부문 \| 한류 드라마 남자 연기자상 \| 송중기 (태양의 후예) \| \| \| 비경쟁부문 \| 비경쟁부문 \| 한류 드라마 여자 연기자상 \| 신민아 (오 마이 비너스) \| \| \| 비경쟁부문 \| 비경쟁부문 \| 한류 드라마 주제가상 \| 거미 (태양의 후예 - You are my everything) \| \| |            |                           |                                                                |                                                 |
| 부문 | 부문       | 부문                      | 수상작 및 수상자                                               | 국적                                            |
| 경쟁부문 | 작품상     | 대상                      | 더 나이트 매니저                                               | 영국                                            |
| 경쟁부문 | 작품상     | 장편 최우수 작품상        | 육룡이 나르샤                                                  | 대한민국                                        |
| 경쟁부문 | 작품상     | 장편 우수 작품상          | 어 스콜라 드림 오브 우먼                                       | 중국                                            |
| 경쟁부문 | 작품상     | 미니시리즈 최우수 작품상  | 도이칠란드 83                                                  | 독일                                            |
| 경쟁부문 | 작품상     | 미니시리즈 우수 작품상    | 미스터 로봇                                                    | 미국                                            |
| 경쟁부문 | 작품상     | 단편 최우수 작품상        | 돈트 리브 미                                                   | 프랑스                                          |
| 경쟁부문 | 작품상     | 단편 우수 작품상          | 시베나 하이잭킹-마이 버전                                      | 이스라엘                                        |
| 경쟁부문 | 작품상     | 코미디 최우수 작품상      | 바스켓                                                         | 미국                                            |
| 경쟁부문 | 작품상     | 심사위원 특별상           | 져니 엔들리스 러브                                             | 오스트레일리아 · 튀르키예                       |
| 경쟁부문 | 개인상     | 남자 연기자상             | 아잣 세잇메토프 (파더)                                         | 카자흐스탄                                      |
| 경쟁부문 | 개인상     | 여자 연기자상             | 싸미아 싸씨 (돈 리브 미)                                       | 프랑스                                          |
| 경쟁부문 | 개인상     | 연출상                    | 수잔 비에르 (더 나이트 매니저)                                 | 영국                                            |
| 경쟁부문 | 개인상     | 작가상                    | 에바 슈프라이츠호퍼&루퍼트 헤닝 (리틀 빅 보이스)               | 오스트리아                                      |
| 비경쟁부문 | 비경쟁부문 | 초청작                    | 드라마월드                                                     | 영국                                            |
| 비경쟁부문 | 비경쟁부문 | 아시아 스타상             | 데니스 트릴로 류이호 황추생 후지이 미나 레베카 림 니아 프엉 첸 | 필리핀 · 대만 · 홍콩 · 일본 · 싱가포르 · 베트남 |
| 비경쟁부문 | 비경쟁부문 | 한류 드라마 최우수 작품상 | 태양의 후예                                                    | 대한민국                                        |
| 비경쟁부문 | 비경쟁부문 | 한류 드라마 우수 작품상   | 옥중화                                                         | 대한민국                                        |
| 비경쟁부문 | 비경쟁부문 | 한류 드라마 남자 연기자상 | 송중기 (태양의 후예)                                           | 대한민국                                        |
| 비경쟁부문 | 비경쟁부문 | 한류 드라마 여자 연기자상 | 신민아 (오 마이 비너스)                                        | 대한민국                                        |
| 비경쟁부문 | 비경쟁부문 | 한류 드라마 주제가상      | 거미 (태양의 후예 - You are my everything)                     | 대한민국                                        |

#### 2017년
| - 일시 : 2017년 9월 7일 - 장소 : 여의도 KBS 홀 - 출품 : 55개국 266개 작품 - 사회 : 신동엽, 김정은 - 중계 방송 : 없음 \| 부문 \| 부문 \| 부문 \| 수상작 및 수상자 \| 국적 \| \| ---------- \| ---------- \| ------------------------- \| --------------------------------------------------------------------- \| ---- \| \| 경쟁부문 \| 작품상 \| 대상 \| 디스 이즈 어스 \| \| \| 경쟁부문 \| 작품상 \| 장편 최우수 작품상 \| 더 슬레이브 마더 \| \| \| 경쟁부문 \| 작품상 \| 장편 우수 작품상 \| 브레이브 앤드 뷰티풀 \| \| \| 경쟁부문 \| 작품상 \| 미니시리즈 최우수 작품상 \| 플리즈, 러브 미 \| \| \| 경쟁부문 \| 작품상 \| 미니시리즈 우수 작품상 \| 딥 워터 \| \| \| 경쟁부문 \| 작품상 \| 단편 최우수 작품상 \| 리뎀션 로드 \| \| \| 경쟁부문 \| 작품상 \| 단편 우수 작품상 \| KBS 드라마 스페셜 - 빨간 선생님 \| \| \| 경쟁부문 \| 작품상 \| 코미디 최우수 작품상 \| 플리백 \| \| \| 경쟁부문 \| 작품상 \| 심사위원 특별상 \| 위 아 원 피오더블유 반디 유드 케 \| \| \| 경쟁부문 \| 개인상 \| 연출상 \| 우어스 에가 (가타드) \| \| \| 경쟁부문 \| 개인상 \| 작가상 \| 로디카 두너트 (호텔 자허) \| \| \| 경쟁부문 \| 개인상 \| 남자 연기자상 \| 케람 부르신 (하트 오브 더 시티) \| \| \| 경쟁부문 \| 개인상 \| 여자 연기자상 \| 알렉산드라 니키파로바 (디텍티브 애나) \| \| \| 비경쟁부문 \| 비경쟁부문 \| 초청작 \| 모차르트 인 더 정글 S3 \| \| \| 비경쟁부문 \| 비경쟁부문 \| 아시아 스타상 \| 데비 고 현리 사티야딥 미쉬라 수꼴라왓 카나로스 가브리엘 개비 콘셉시온 \| \| \| 비경쟁부문 \| 비경쟁부문 \| 한류 드라마 최우수 작품상 \| 구르미 그린 달빛 \| \| \| 비경쟁부문 \| 비경쟁부문 \| 한류 드라마 우수 작품상 \| W 닥터스 \| \| \| 비경쟁부문 \| 비경쟁부문 \| 한류 드라마 남자 연기자상 \| 박보검 (구르미 그린 달빛) \| \| \| 비경쟁부문 \| 비경쟁부문 \| 한류 드라마 여자 연기자상 \| 박보영[6] (힘쎈여자 도봉순) \| \| \| 비경쟁부문 \| 비경쟁부문 \| 한류 드라마 주제가상 \| 에일리 (쓸쓸하고 찬란하神 - 도깨비 - 첫 눈처럼 너에게 가겠다) \| \| |            |                           |                                                                       |                                          |
| 부문 | 부문       | 부문                      | 수상작 및 수상자                                                      | 국적                                     |
| 경쟁부문 | 작품상     | 대상                      | 디스 이즈 어스                                                        | 미국                                     |
| 경쟁부문 | 작품상     | 장편 최우수 작품상        | 더 슬레이브 마더                                                      | 브라질                                   |
| 경쟁부문 | 작품상     | 장편 우수 작품상          | 브레이브 앤드 뷰티풀                                                  | 튀르키예                                 |
| 경쟁부문 | 작품상     | 미니시리즈 최우수 작품상  | 플리즈, 러브 미                                                       | 벨기에                                   |
| 경쟁부문 | 작품상     | 미니시리즈 우수 작품상    | 딥 워터                                                               | 오스트레일리아                           |
| 경쟁부문 | 작품상     | 단편 최우수 작품상        | 리뎀션 로드                                                           | 독일                                     |
| 경쟁부문 | 작품상     | 단편 우수 작품상          | KBS 드라마 스페셜 - 빨간 선생님                                       | 대한민국                                 |
| 경쟁부문 | 작품상     | 코미디 최우수 작품상      | 플리백                                                                | 영국                                     |
| 경쟁부문 | 작품상     | 심사위원 특별상           | 위 아 원 피오더블유 반디 유드 케                                      | 대만 · 인도                              |
| 경쟁부문 | 개인상     | 연출상                    | 우어스 에가 (가타드)                                                  | 스위스                                   |
| 경쟁부문 | 개인상     | 작가상                    | 로디카 두너트 (호텔 자허)                                             | 오스트리아                               |
| 경쟁부문 | 개인상     | 남자 연기자상             | 케람 부르신 (하트 오브 더 시티)                                       | 튀르키예                                 |
| 경쟁부문 | 개인상     | 여자 연기자상             | 알렉산드라 니키파로바 (디텍티브 애나)                                 | 러시아                                   |
| 비경쟁부문 | 비경쟁부문 | 초청작                    | 모차르트 인 더 정글 S3                                                | 미국                                     |
| 비경쟁부문 | 비경쟁부문 | 아시아 스타상             | 데비 고 현리 사티야딥 미쉬라 수꼴라왓 카나로스 가브리엘 개비 콘셉시온 | 말레이시아 · 일본 · 인도 · 태국 · 필리핀 |
| 비경쟁부문 | 비경쟁부문 | 한류 드라마 최우수 작품상 | 구르미 그린 달빛                                                      | 대한민국                                 |
| 비경쟁부문 | 비경쟁부문 | 한류 드라마 우수 작품상   | W 닥터스                                                              | 대한민국 · 대한민국                      |
| 비경쟁부문 | 비경쟁부문 | 한류 드라마 남자 연기자상 | 박보검 (구르미 그린 달빛)                                             | 대한민국                                 |
| 비경쟁부문 | 비경쟁부문 | 한류 드라마 여자 연기자상 | 박보영 (힘쎈여자 도봉순)                                              | 대한민국                                 |
| 비경쟁부문 | 비경쟁부문 | 한류 드라마 주제가상      | 에일리 (쓸쓸하고 찬란하神 - 도깨비 - 첫 눈처럼 너에게 가겠다)         | 대한민국                                 |

#### 2018년
| - 일시 : 2018년 9월 3일 - 장소 : 여의도 KBS 홀 - 출품 : 56개국 268개 작품 - 사회 : 전현무, 수영 - 중계 방송 : SBS \| 부문 \| 부문 \| 부문 \| 수상작 및 수상자 \| 국적 \| \| ---------- \| ---------- \| ------------------------- \| ------------------------------------------------ \| ---- \| \| 경쟁부문 \| 작품상 \| 대상 \| 바빌론 베를린 \| \| \| 경쟁부문 \| 작품상 \| 단편 최우수 작품상 \| 54 아워즈 \| \| \| 경쟁부문 \| 작품상 \| 단편 우수 작품상 \| 블랙 미러 시즌4: 크로커다일 \| \| \| 경쟁부문 \| 작품상 \| 미니시리즈 최우수 작품상 \| 마더 \| \| \| 경쟁부문 \| 작품상 \| 미니시리즈 우수 작품상 \| 세이프 하버 \| \| \| 경쟁부문 \| 작품상 \| 장편 최우수 작품상 \| 캔디스 르누아르 \| \| \| 경쟁부문 \| 작품상 \| 장편 우수 작품상 \| 필티 리치 \| \| \| 경쟁부문 \| 작품상 \| 코미디 최우수 작품상 \| 더 뉴 블랙 \| \| \| 경쟁부문 \| 작품상 \| 심사위원 특별상 \| 더 메모아르 오브 마지에 \| \| \| 경쟁부문 \| 개인상 \| 연출상 \| 킬리안 리토프 (54 아워즈) \| \| \| 경쟁부문 \| 개인상 \| 작가상 \| 울리 브뤼, 클라우스 피버 (어 댄스 투 리멤브런스) \| \| \| 경쟁부문 \| 개인상 \| 남자 연기자상 \| 후안 페라 (더 파워 오브 사일런스) \| \| \| 경쟁부문 \| 개인상 \| 여자 연기자상 \| 이보영 (마더) \| \| \| 비경쟁부문 \| 비경쟁부문 \| 초청작 \| 고독한 미식가 \| \| \| 비경쟁부문 \| 비경쟁부문 \| 아시아 스타상 \| 타티아나 사피라 하트맨 오타니 료헤이 \| \| \| 비경쟁부문 \| 비경쟁부문 \| 한류 드라마 최우수 작품상 \| 당신이 잠든 사이에 \| \| \| 비경쟁부문 \| 비경쟁부문 \| 한류 드라마 우수 작품상 \| 쌈 마이웨이 밥 잘 사주는 예쁜 누나 \| \| \| 비경쟁부문 \| 비경쟁부문 \| 한류 드라마 남자 연기자상 \| 박서준 (쌈 마이웨이) \| \| \| 비경쟁부문 \| 비경쟁부문 \| 한류 드라마 여자 연기자상 \| 손예진 (밥 잘 사주는 예쁜 누나) \| \| |            |                           |                                                  |                     |
| 부문 | 부문       | 부문                      | 수상작 및 수상자                                 | 국적                |
| 경쟁부문 | 작품상     | 대상                      | 바빌론 베를린                                    | 독일                |
| 경쟁부문 | 작품상     | 단편 최우수 작품상        | 54 아워즈                                        | 독일                |
| 경쟁부문 | 작품상     | 단편 우수 작품상          | 블랙 미러 시즌4: 크로커다일                      | 영국                |
| 경쟁부문 | 작품상     | 미니시리즈 최우수 작품상  | 마더                                             | 대한민국            |
| 경쟁부문 | 작품상     | 미니시리즈 우수 작품상    | 세이프 하버                                      | 오스트레일리아      |
| 경쟁부문 | 작품상     | 장편 최우수 작품상        | 캔디스 르누아르                                  | 프랑스              |
| 경쟁부문 | 작품상     | 장편 우수 작품상          | 필티 리치                                        | 뉴질랜드            |
| 경쟁부문 | 작품상     | 코미디 최우수 작품상      | 더 뉴 블랙                                       | 이스라엘            |
| 경쟁부문 | 작품상     | 심사위원 특별상           | 더 메모아르 오브 마지에                          | 말레이시아          |
| 경쟁부문 | 개인상     | 연출상                    | 킬리안 리토프 (54 아워즈)                        | 독일                |
| 경쟁부문 | 개인상     | 작가상                    | 울리 브뤼, 클라우스 피버 (어 댄스 투 리멤브런스) | 오스트리아          |
| 경쟁부문 | 개인상     | 남자 연기자상             | 후안 페라 (더 파워 오브 사일런스)                | 스페인              |
| 경쟁부문 | 개인상     | 여자 연기자상             | 이보영 (마더)                                    | 대한민국            |
| 비경쟁부문 | 비경쟁부문 | 초청작                    | 고독한 미식가                                    | 일본                |
| 비경쟁부문 | 비경쟁부문 | 아시아 스타상             | 타티아나 사피라 하트맨 오타니 료헤이             | 인도네시아 · 일본   |
| 비경쟁부문 | 비경쟁부문 | 한류 드라마 최우수 작품상 | 당신이 잠든 사이에                               | 대한민국            |
| 비경쟁부문 | 비경쟁부문 | 한류 드라마 우수 작품상   | 쌈 마이웨이 밥 잘 사주는 예쁜 누나               | 대한민국 · 대한민국 |
| 비경쟁부문 | 비경쟁부문 | 한류 드라마 남자 연기자상 | 박서준 (쌈 마이웨이)                             | 대한민국            |
| 비경쟁부문 | 비경쟁부문 | 한류 드라마 여자 연기자상 | 손예진 (밥 잘 사주는 예쁜 누나)                  | 대한민국            |

#### 2019년
| - 일시 : 2019년 8월 28일 - 장소 : 경희대학교 평화의 전당 - 출품 : 61개국 270개 작품 - 사회 : 전현무, 조보아 - 중계 방송 : SBS모바일24 (PC, 모바일) (2019년 8월 29일 SBS에서 녹화방송되었다.) \| 부문 \| 부문 \| 부문 \| 수상작 및 수상자 \| 국적 \| \| ---------- \| ---------- \| ------------------------- \| -------------------------------------------------- \| ---- \| \| 경쟁부문 \| 작품상 \| 대상 \| 온 더 스펙트럼 (On The Spectrum) \| \| \| 경쟁부문 \| 작품상 \| 단편 최우수 작품상 \| 빌리 (Billy) \| \| \| 경쟁부문 \| 작품상 \| 단편 우수 작품상 \| 바우하우스 (Bauhaus) \| \| \| 경쟁부문 \| 작품상 \| 미니시리즈 최우수 작품상 \| 리틀 드러머 걸 (The Little Drummer Girl) \| \| \| 경쟁부문 \| 작품상 \| 미니시리즈 우수 작품상 \| 인비져블 히어로즈 (Invisible Heroes) \| \| \| 경쟁부문 \| 작품상 \| 장편 최우수 작품상 \| 황금동 (The Golden Eyes) \| \| \| 경쟁부문 \| 작품상 \| 장편 우수 작품상 \| 크래쉬 (Crash) \| \| \| 경쟁부문 \| 작품상 \| 코미디 최우수 작품상 \| -[7] \| - \| \| 경쟁부문 \| 작품상 \| 심사위원 특별상 \| 브레스트 (Breasts) 더 허드 (The Herd) \| \| \| 경쟁부문 \| 개인상 \| 연출상 \| 크리스토프 샤리에르 (조나스) \| \| \| 경쟁부문 \| 개인상 \| 작가상 \| 제드 머큐리오 (보디가드) \| \| \| 경쟁부문 \| 개인상 \| 남자 연기자상 \| 김동욱 (특별근로감독관 조장풍) \| \| \| 경쟁부문 \| 개인상 \| 여자 연기자상 \| 알리시아 폰 리트베르크 (바우하우스) \| \| \| 비경쟁부문 \| 비경쟁부문 \| 초청작 \| 김씨네 편의점 시즌 3 굿 닥터 시즌 2 향밀침침신여상 \| \| \| 비경쟁부문 \| 비경쟁부문 \| 아시아 스타상 \| 송운화 미우라 하루마 요성동 알덴 리차드 쭝옥안 \| \| \| 비경쟁부문 \| 비경쟁부문 \| 한류 드라마 최우수 작품상 \| 열혈사제 \| \| \| 비경쟁부문 \| 비경쟁부문 \| 한류 드라마 우수 작품상 \| 닥터 프리즈너 \| \| \| 비경쟁부문 \| 비경쟁부문 \| 한류 드라마 주제가상 \| 다비치 (꿈에서 내린 / 뷰티 인사이드) \| \| \| 비경쟁부문 \| 비경쟁부문 \| 한류 드라마 남자 연기자상 \| 김남길 (열혈사제) \| \| \| 비경쟁부문 \| 비경쟁부문 \| 한류 드라마 여자 연기자상 \| 장나라 (황후의 품격) \| \| |            |                           |                                                    |                                      |
| 부문 | 부문       | 부문                      | 수상작 및 수상자                                   | 국적                                 |
| 경쟁부문 | 작품상     | 대상                      | 온 더 스펙트럼 (On The Spectrum)                   | 이스라엘                             |
| 경쟁부문 | 작품상     | 단편 최우수 작품상        | 빌리 (Billy)                                       | 네덜란드                             |
| 경쟁부문 | 작품상     | 단편 우수 작품상          | 바우하우스 (Bauhaus)                               | 독일                                 |
| 경쟁부문 | 작품상     | 미니시리즈 최우수 작품상  | 리틀 드러머 걸 (The Little Drummer Girl)           | 영국                                 |
| 경쟁부문 | 작품상     | 미니시리즈 우수 작품상    | 인비져블 히어로즈 (Invisible Heroes)               | 핀란드                               |
| 경쟁부문 | 작품상     | 장편 최우수 작품상        | 황금동 (The Golden Eyes)                           | 중국                                 |
| 경쟁부문 | 작품상     | 장편 우수 작품상          | 크래쉬 (Crash)                                     | 튀르키예                             |
| 경쟁부문 | 작품상     | 코미디 최우수 작품상      | -                                                  | -                                    |
| 경쟁부문 | 작품상     | 심사위원 특별상           | 브레스트 (Breasts) 더 허드 (The Herd)              | 몬테네그로 · 남아프리카 공화국       |
| 경쟁부문 | 개인상     | 연출상                    | 크리스토프 샤리에르 (조나스)                       | 프랑스                               |
| 경쟁부문 | 개인상     | 작가상                    | 제드 머큐리오 (보디가드)                           | 영국                                 |
| 경쟁부문 | 개인상     | 남자 연기자상             | 김동욱 (특별근로감독관 조장풍)                     | 대한민국                             |
| 경쟁부문 | 개인상     | 여자 연기자상             | 알리시아 폰 리트베르크 (바우하우스)                | 독일                                 |
| 비경쟁부문 | 비경쟁부문 | 초청작                    | 김씨네 편의점 시즌 3 굿 닥터 시즌 2 향밀침침신여상 | 캐나다 · 미국 · 중국                 |
| 비경쟁부문 | 비경쟁부문 | 아시아 스타상             | 송운화 미우라 하루마 요성동 알덴 리차드 쭝옥안     | 대만 · 일본 · 중국 · 필리핀 · 베트남 |
| 비경쟁부문 | 비경쟁부문 | 한류 드라마 최우수 작품상 | 열혈사제                                           | 대한민국                             |
| 비경쟁부문 | 비경쟁부문 | 한류 드라마 우수 작품상   | 닥터 프리즈너                                      | 대한민국                             |
| 비경쟁부문 | 비경쟁부문 | 한류 드라마 주제가상      | 다비치 (꿈에서 내린 / 뷰티 인사이드)               | 대한민국                             |
| 비경쟁부문 | 비경쟁부문 | 한류 드라마 남자 연기자상 | 김남길 (열혈사제)                                  | 대한민국                             |
| 비경쟁부문 | 비경쟁부문 | 한류 드라마 여자 연기자상 | 장나라 (황후의 품격)                               | 대한민국                             |

### 2020년대

#### 2020년
| - 일시 : 2020년 9월 10일 - 장소 : MBC 공개홀 - 출품 : 41개국 212개 작품 - 사회 : 김수로, 진영, 박지민 - 중계 방송 : 9월 15일 오후 3시 (MBC) \| 부문 \| 부문 \| 부문 \| 수상작 및 수상자 \| 국적 \| \| ---------- \| ---------- \| ------------------------- \| --------------------------------------------------- \| ---- \| \| 경쟁부문 \| 작품상 \| 대상 \| 오펀스 오브 어 네이션 \| \| \| 경쟁부문 \| 작품상 \| 단편 최우수 작품상 \| 더 턴코트 \| \| \| 경쟁부문 \| 작품상 \| 단편 우수 작품상 \| 17세의 조건 \| \| \| 경쟁부문 \| 작품상 \| 미니시리즈 최우수 작품상 \| 월드 온 파이어 \| \| \| 경쟁부문 \| 작품상 \| 미니시리즈 우수 작품상 \| 이태원 클라쓰 \| \| \| 경쟁부문 \| 작품상 \| 장편 최우수 작품상 \| 볼리바르 \| \| \| 경쟁부문 \| 작품상 \| 장편 우수 작품상 \| 파이팅, 나의 슈퍼스타 \| \| \| 경쟁부문 \| 작품상 \| 숏폼 최우수 작품상 \| 18시 30분 \| \| \| 경쟁부문 \| 작품상 \| 심사위원 특별상 \| 더 케이지 엑스엑스 \| \| \| 경쟁부문 \| 개인상 \| 연출상 \| 아담 스미스 (월드 온 파이어) \| \| \| 경쟁부문 \| 개인상 \| 작가상 \| 임상춘 (동백꽃 필 무렵) \| \| \| 경쟁부문 \| 개인상 \| 남자 연기자상 \| 왈리드 주이터 (바그다드 센트럴) \| \| \| 경쟁부문 \| 개인상 \| 여자 연기자상 \| 공효진 (동백꽃 필 무렵) \| \| \| 비경쟁부문 \| 비경쟁부문 \| 초청작 \| 설국열차 태양의 후예 더 뉴 포프 \| \| \| 비경쟁부문 \| 비경쟁부문 \| 아시아 스타상 \| 딩동 데인티스 요코하마 류세이 \| \| \| 비경쟁부문 \| 비경쟁부문 \| 한류 드라마 최우수 작품상 \| 동백꽃 필 무렵 \| \| \| 비경쟁부문 \| 비경쟁부문 \| 한류 드라마 우수 작품상 \| 사랑의 불시착 스토브리그 어쩌다 발견한 하루 \| \| \| 비경쟁부문 \| 비경쟁부문 \| 한류 드라마 OST상 \| 펀치 (영화 속에 나오는 주인공처럼 / 동백꽃 필 무렵) \| \| \| 비경쟁부문 \| 비경쟁부문 \| 한류 드라마 남자 연기자상 \| 강하늘 (동백꽃 필 무렵) \| \| \| 비경쟁부문 \| 비경쟁부문 \| 한류 드라마 여자 연기자상 \| 손예진 (사랑의 불시착) \| \| |            |                           |                                                     |                          |
| 부문 | 부문       | 부문                      | 수상작 및 수상자                                    | 국적                     |
| 경쟁부문 | 작품상     | 대상                      | 오펀스 오브 어 네이션                               | 브라질                   |
| 경쟁부문 | 작품상     | 단편 최우수 작품상        | 더 턴코트                                           | 독일                     |
| 경쟁부문 | 작품상     | 단편 우수 작품상          | 17세의 조건                                         | 대한민국                 |
| 경쟁부문 | 작품상     | 미니시리즈 최우수 작품상  | 월드 온 파이어                                      | 영국                     |
| 경쟁부문 | 작품상     | 미니시리즈 우수 작품상    | 이태원 클라쓰                                       | 대한민국                 |
| 경쟁부문 | 작품상     | 장편 최우수 작품상        | 볼리바르                                            | 콜롬비아                 |
| 경쟁부문 | 작품상     | 장편 우수 작품상          | 파이팅, 나의 슈퍼스타                               | 중국                     |
| 경쟁부문 | 작품상     | 숏폼 최우수 작품상        | 18시 30분                                           | 프랑스                   |
| 경쟁부문 | 작품상     | 심사위원 특별상           | 더 케이지 엑스엑스                                  | 체코 · 대한민국          |
| 경쟁부문 | 개인상     | 연출상                    | 아담 스미스 (월드 온 파이어)                        | 영국                     |
| 경쟁부문 | 개인상     | 작가상                    | 임상춘 (동백꽃 필 무렵)                             | 대한민국                 |
| 경쟁부문 | 개인상     | 남자 연기자상             | 왈리드 주이터 (바그다드 센트럴)                     | 영국                     |
| 경쟁부문 | 개인상     | 여자 연기자상             | 공효진 (동백꽃 필 무렵)                             | 대한민국                 |
| 비경쟁부문 | 비경쟁부문 | 초청작                    | 설국열차 태양의 후예 더 뉴 포프                     | 미국 · 필리핀 · 이탈리아 |
| 비경쟁부문 | 비경쟁부문 | 아시아 스타상             | 딩동 데인티스 요코하마 류세이                       | 필리핀 · 일본            |
| 비경쟁부문 | 비경쟁부문 | 한류 드라마 최우수 작품상 | 동백꽃 필 무렵                                      | 대한민국                 |
| 비경쟁부문 | 비경쟁부문 | 한류 드라마 우수 작품상   | 사랑의 불시착 스토브리그 어쩌다 발견한 하루         | 대한민국                 |
| 비경쟁부문 | 비경쟁부문 | 한류 드라마 OST상         | 펀치 (영화 속에 나오는 주인공처럼 / 동백꽃 필 무렵) | 대한민국                 |
| 비경쟁부문 | 비경쟁부문 | 한류 드라마 남자 연기자상 | 강하늘 (동백꽃 필 무렵)                             | 대한민국                 |
| 비경쟁부문 | 비경쟁부문 | 한류 드라마 여자 연기자상 | 손예진 (사랑의 불시착)                              | 대한민국                 |

#### 2021년
| - 일시 : 2021년 10월 21일 - 장소 : MBC 공개홀 - 출품 : 41개국 238개 작품 - 사회 : 차은우, 박은빈 - 중계 방송 : 10월 27일 오후 5시 10분 (MBC) \| 부문 \| 부문 \| 부문 \| 수상작 및 수상자 \| 국적 \| \| ---------- \| ---------- \| ------------------------- \| ----------------------------------------------------- \| ---- \| \| 경쟁부문 \| 작품상 \| 대상 \| 아이를 찾습니다 \| \| \| 경쟁부문 \| 작품상 \| 단편 최우수 작품상 \| 프레더리카 몬시니, 더 우먼 후 스픽스 \| \| \| 경쟁부문 \| 작품상 \| 단편 우수 작품상 \| 디스 하우스 이즈 마인 \| \| \| 경쟁부문 \| 작품상 \| 미니시리즈 최우수 작품상 \| 더 인베스티게이션 \| \| \| 경쟁부문 \| 작품상 \| 미니시리즈 우수 작품상 \| 나쁜 아이들(은비적각락) \| \| \| 경쟁부문 \| 작품상 \| 장편 최우수 작품상 \| 펜트하우스 \| \| \| 경쟁부문 \| 작품상 \| 장편 우수 작품상 \| 이가인지명 \| \| \| 경쟁부문 \| 작품상 \| 숏폼 최우수 작품상 \| 패신저스 \| \| \| 경쟁부문 \| 작품상 \| 숏폼 우수 작품상 \| 딜리트 미 \| \| \| 경쟁부문 \| 작품상 \| 심사위원 특별상 \| 보너스 베케이션 아틀란틱 크로싱 더 피트 시즌4 \| \| \| 경쟁부문 \| 개인상 \| 연출상 \| 조용원 (아이를 찾습니다) \| \| \| 경쟁부문 \| 개인상 \| 작가상 \| 러셀 T. 데이비스 (이츠 어 신) \| \| \| 경쟁부문 \| 개인상 \| 남자 연기자상 \| 박혁권 (아이를 찾습니다) \| \| \| 경쟁부문 \| 개인상 \| 여자 연기자상 \| 엘 패닝 (더 그레이트) \| \| \| 비경쟁부문 \| 비경쟁부문 \| 초청작 \| 아이 톨드 선셋 어바웃 유 시그널 장기 미제 사건 수사반 \| \| \| 비경쟁부문 \| 비경쟁부문 \| 아시아 스타상 \| 장립앙 사카구치 켄타로 크릿 암누야데콘 아만다 마노포 \| \| \| 비경쟁부문 \| 비경쟁부문 \| 한류 드라마 최우수 작품상 \| 빈센조 \| \| \| 비경쟁부문 \| 비경쟁부문 \| 한류 드라마 우수 작품상 \| 스타트업 모범택시 카이로스 \| \| \| 비경쟁부문 \| 비경쟁부문 \| 한류 드라마 OST상 \| 영탁 (오케이 / 오케이 광자매) \| \| \| 비경쟁부문 \| 비경쟁부문 \| 한류 드라마 남자 연기자상 \| 송중기 (빈센조) \| \| \| 비경쟁부문 \| 비경쟁부문 \| 한류 드라마 여자 연기자상 \| 수지 (스타트업) \| \| |            |                           |                                                       |                                  |
| 부문 | 부문       | 부문                      | 수상작 및 수상자                                      | 국적                             |
| 경쟁부문 | 작품상     | 대상                      | 아이를 찾습니다                                       | 대한민국                         |
| 경쟁부문 | 작품상     | 단편 최우수 작품상        | 프레더리카 몬시니, 더 우먼 후 스픽스                  | 스페인                           |
| 경쟁부문 | 작품상     | 단편 우수 작품상          | 디스 하우스 이즈 마인                                 | 독일                             |
| 경쟁부문 | 작품상     | 미니시리즈 최우수 작품상  | 더 인베스티게이션                                     | 덴마크                           |
| 경쟁부문 | 작품상     | 미니시리즈 우수 작품상    | 나쁜 아이들(은비적각락)                               | 중국                             |
| 경쟁부문 | 작품상     | 장편 최우수 작품상        | 펜트하우스                                            | 대한민국                         |
| 경쟁부문 | 작품상     | 장편 우수 작품상          | 이가인지명                                            | 중국                             |
| 경쟁부문 | 작품상     | 숏폼 최우수 작품상        | 패신저스                                              | 러시아                           |
| 경쟁부문 | 작품상     | 숏폼 우수 작품상          | 딜리트 미                                             | 노르웨이                         |
| 경쟁부문 | 작품상     | 심사위원 특별상           | 보너스 베케이션 아틀란틱 크로싱 더 피트 시즌4         | 말레이시아 · 노르웨이 · 튀르키예 |
| 경쟁부문 | 개인상     | 연출상                    | 조용원 (아이를 찾습니다)                              | 대한민국                         |
| 경쟁부문 | 개인상     | 작가상                    | 러셀 T. 데이비스 (이츠 어 신)                         | 영국                             |
| 경쟁부문 | 개인상     | 남자 연기자상             | 박혁권 (아이를 찾습니다)                              | 대한민국                         |
| 경쟁부문 | 개인상     | 여자 연기자상             | 엘 패닝 (더 그레이트)                                 | 미국                             |
| 비경쟁부문 | 비경쟁부문 | 초청작                    | 아이 톨드 선셋 어바웃 유 시그널 장기 미제 사건 수사반 | 태국 · 일본                      |
| 비경쟁부문 | 비경쟁부문 | 아시아 스타상             | 장립앙 사카구치 켄타로 크릿 암누야데콘 아만다 마노포  | 대만 · 일본 · 태국 · 인도네시아  |
| 비경쟁부문 | 비경쟁부문 | 한류 드라마 최우수 작품상 | 빈센조                                                | 대한민국                         |
| 비경쟁부문 | 비경쟁부문 | 한류 드라마 우수 작품상   | 스타트업 모범택시 카이로스                            | 대한민국                         |
| 비경쟁부문 | 비경쟁부문 | 한류 드라마 OST상         | 영탁 (오케이 / 오케이 광자매)                         | 대한민국                         |
| 비경쟁부문 | 비경쟁부문 | 한류 드라마 남자 연기자상 | 송중기 (빈센조)                                       | 대한민국                         |
| 비경쟁부문 | 비경쟁부문 | 한류 드라마 여자 연기자상 | 수지 (스타트업)                                       | 대한민국                         |